# Vier heksen
Vier heksen is een gravure van de Duitse renaissancekunstenaar Albrecht Dürer, gemaakt in 1497. De gravure is 190 x 133 millimeter groot. De afbeelding toont vier naakte vrouwen. Afdrukken van de gravure bevinden zich in verscheidene collecties, waaronder die van het Rijksmuseum te Amsterdam.
De afbeelding toont vier naakte vrouwen, die soms aangeduid worden als heksen. Boven hen hangt een bol aan een koord, met daarop de letters 'OGH'. De betekenis van deze drie letters is onduidelijk. Hun houdingen doen denken aan de gebruikelijke manier waarop de drie Gratiën worden afgebeeld. Zowel links als rechts van hen is een portaal te zien. In het portaal links is een duivelachtig gezicht te zien, dat omlijst wordt door vlammen. Mogelijk is dit een toegangspoort naar de hel. Rechts van hen is een groot, open portaal. Aan hun voeten liggen een aantal beenderen, die er mogelijk op wijzen dat het rechter portaal een toegangspoort naar de dood is.
Onderaan is het monogram van Dürer te zien, een in elkaar verstrengelde A en D.